# Pholcus calcar
Pholcus calcar là một loài nhện trong họ Pholcidae. Loài này có ở quần đảo Canaria.